# Нікополь (Греція)

Розташування колишнього міста на мапі Греції

Нікополь (грец. Νικόπολις — «місто перемоги» або Actia Nicopolis) — стародавнє місто, що існувало на південному заході Епіру та було засноване в 28 році до н. е Октавіаном у відзначення своєї перемоги в 31 році до н.е над Антонієм і Клеопатрою під Акцієм.
Колонія, яку населяли вихідці з навколишніх селищ, виявилася дуже успішною, через що вона стала економічним центром південного Епіру і Акарнанії, а її населення досягало 30 тис. Протягом деякого часу місто слугувало адміністративним центром римської провінції Епірус-Ветус (Старий Епір).
На місці, де зупинявся Октавій, пізніше був збудований пам'ятник, прикрашений носами потоплених галер. На честь перемоги також були відновлені Акційські ігри, що проводилися на честь Аполлона Акційського.
В Середні віки місто втратило значення, поступившись сусідньому місту Превеза. Руїни Нікополя, також відомі як Палая-Превеза (Стара Превеза) розташовані за 3 км від сучасного міста, біля узбережжя Артської затоки на перешийку, що відділяє затоку від Іонічного моря. Крім акрополя, від міста збереглися залишки двох театрів (найбільший мав 77 рядів) і акведук, що постачав місто водою з джерел, віддаленних на 44 км.